# Katherine Washington
Katherine Washington (nacida el 24 de abril de 1932 en Murfreesboro, Tennessee) fue una exjugadora de baloncesto estadounidense. Fue campeona del mundo con Estados Unidos en dos ocasiones, en el Mundial de Brasil 1953 y en el de Chile 1957, siendo estos los primeros mundiales femeninos de la historia.